# Soroksár Futball Club
Maillots
Le Soroksár FC est un club de football hongrois basé à Pesterzsébet.

## Historique
Le club est fondé en 1911. Il évolue deux saisons en première division hongroise ; le club termine dernier à l'issue de la saison 1932-1933, et termine 7e à la fin de la saison 1934-1935. Le club remporte la Coupe de Hongrie, son seul trophée majeur, en 1934.

## Palmarès
- Coupe de Hongrie de football
  - Vainqueur : 1934